# Lauze (Gers)
Die Lauze (auch als Ruisseau de Lauze bezeichnet) ist ein Fluss in Frankreich, der im Département Gers in der Region Okzitanien verläuft. Sie entspringt an der Gemeindegrenze von Réjaumont und La Sauvetat, entwässert im Oberlauf zunächst nach Südost, schwenkt dann generell Richtung Nordnordost und mündet nach rund 16 Kilometer im Gemeindegebiet von Lectoure als linker Nebenfluss in den Gers.

## Orte am Fluss
(Reihenfolge in Fließrichtung)
- Réjaumont
- Palanque, Gemeinde Lamothe-Goas
- Lectoure